# Signe Byrge Sørensen
Signe Byrge Sørensen (ur. 6 marca 1970 w Maribo) – duńska producentka filmowa, specjalizująca się w kinie dokumentalnym. Dwukrotnie nominowana do Oscara za najlepszy pełnometrażowy film dokumentalny za filmy Joshuy Oppenheimera Scena zbrodni (2012) i Scena ciszy (2014).

## Filmografia
producentka
- 2006: Mit Danmark
- 2006: Spelar du ikväll?
- 2007: Świat według Mlabri
- 2011: Dziecko i klaun
- 2012: Gang z Gulabi
- 2012: Ludzki wymiar
- 2012: Scena zbrodni
- 2012: Zapuszkowane marzenia
- 2013: TPB AFK: The Pirate Bay Away from Keyboard

reżyserka
- 2007: Świat według Mlabri

aktorka
- 2005: Unge Andersen jako Betine

## Nagrody i nominacje
Została uhonorowana nagrodą Roberta i nagrodą Gotham, a także otrzymała nominację do nagrody Independent Spirit i nagrody BAFTA.